# Davorin Kablar
Davorin Kablar (ur. 6 grudnia 1977 w Brežicach) – słoweński piłkarz występujący na pozycji obrońcy.

## Kariera piłkarska
Od 1999 do 2016 roku występował w Hrvatski Dragovoljac, Croatia Sesvete, Närpes Kraft, Mariehamn, Cerezo Osaka, Ried, LASK Linz, Pasching, Wels, Stadl-Paura i ASKÖ Oedt.